# Ekwulobia
Ekwulobia is een stad in Nigeria. Het is een van de grootste steden in de staat Anambra, na Awka, Onitsha en Nnewi. Ekwulobia is het bestuurlijk centrum van de Local Government Area Aguata, die in 2006 een bevolking had van 369.972 en in 2016 een bevolking van naar schatting 489.500. De bevolking bestaat voornamelijk uit  Igbo.
De kathedraal St. Joseph in de stad is de zetel van een rooms-katholiek bisdom.